# Johnny Kondrup
Johnny Kondrup (født 22. oktober 1955 i Nykøbing Falster) er professor i nordisk litteratur ved Københavns Universitet. Han er mag.art. i Nordisk sprog og litteratur fra Odense Universitet 1981, lic.phil. i Nordisk filologi fra Københavns Universitet 1986 og dr.phil. fra Odense Universitet 1994. Han har været udgaveleder af Grundtvigs Værker  (2010-2013) og forskningslektor ved Søren Kierkegaard Forskningscenteret, hvor han også var leder af centerets filologiske afdeling (1993-1998).
Johnny Kondrup har været en drivende kraft bag introduktionen af forskningsfeltet editionsfilologi i Norden, både som medforfatter til de tekstkritiske retningslinjer for Søren Kierkegaards Skrifter  og som stifter af Nordisk Netværk for Editionsfilologer , hvor han sad i planlægningsgruppen fra 1995-2015. Hans vigtigste forskningsområder er editionsfilologi og editionshistorie, biografi og selvbiografi samt dansk litteraturhistorie med særligt fokus på ’guldalderen’ (1800-1870). I årene 2011-2021 var han leder af et tværfagligt forskningsprojekt, hvis resultat blev firebindsværket Dansk Editionshistorie, der dokumenterer danske videnskabelige udgaver af tekster fra især græsk og latinsk oldtid, norrøn middelalder og nyere dansk litteratur.

## Vigtigste udgivelser
Dansk guldalder på afgrundens kant, 2023
Dansk Editionshistorie 1-4, 2021
Bjergtaget. Illusion og forførelse fra Søren Kierkegaard til Karen Blixen, 2019
Editionsfilologi, 2011
”Det fremmede. Om den historiske betragtning af litteratur”, Kritik, nr. 207, 2013
Erindringens udveje. Studier i moderne dansk selvbiografi, 1994
Livsværker. Studier i dansk litterær biografi, 1986
Levned og tolkninger. Studier i nordisk selvbiografi, 1982

## Tillidshverv m.v.
- Medlem af Selskabet for Udgivelse af Kilder til dansk Historie (Kildeskriftselskabet) siden 2022
- Medlem af Det Norske Videnskaps-Akademi siden 2005.
- Medlem af Det Danske Sprog- og Litteraturselskab siden 1990. Medlem af bestyrelsen siden 2020, formand fra 2021.
- Medlem af planlægningsgruppen for Nordisk Netværk for Editionsfilologer, 1995-2015.
- Medlem af bestyrelsen for Landsdommer V. Gieses Legat siden 2008, formand fra 2021.
- Medlem af Det norske språk- og litteraturselskap siden 2016.